# John Blankenstein
John Blankenstein (Bilt, 1949. február 12. – Hága, 2006. augusztus 25.) holland nemzetközi labdarúgó-játékvezető, a Holland Olimpiai Bizottság munkatársa.

## Pályafutása

### Nemzeti játékvezetés
A játékvezetői vizsgát 1966-ban tette le, 1979-ben lett hazája legfelső szintű labdarúgó-bajnokságának játékvezetője. Az aktív nemzeti játékvezetéstől 1996-ban vonult vissza.

### Nemzetközi játékvezetés
A Holland labdarúgó-szövetség Játékvezető Bizottsága (JB) terjesztette fel nemzetközi játékvezetőnek, a Nemzetközi Labdarúgó-szövetség (FIFA) 1985-től tartotta nyilván bírói keretében. Több válogatott és nemzetközi klubmérkőzést vezetett, vagy működő társának partbíróként segített. A holland nemzetközi játékvezetők rangsorában, a világbajnokság-Európa-bajnokság sorrendjében többedmagával a 9. helyet foglalja el 8 találkozó szolgálatával. Az aktív nemzetközi játékvezetéstől 1995-ben  vonult vissza.

#### Labdarúgó-világbajnokság

##### U16-os labdarúgó-világbajnokság
Kanada rendezte a 2., az 1987-es U16-os labdarúgó-világbajnokságot, ahol a FIFA JB bíróként foglalkoztatta.

###### 1987-es U16-os labdarúgó-világbajnokság
| Időpont          | Helyszín                  | Mérkőzés típusa              | Mérkőzés             | Eredmény | Nézők száma |
| ---------------- | ------------------------- | ---------------------------- | -------------------- | -------- | ----------- |
| 1987. július 16. | Központi Stadion, Toronto | csoportmérkőzés (A. csoport) | Olaszország–Egyiptom | 1 : 0    | 6 500       |
| 1987. július 22. | Központi Stadion, Toronto | egyik elődöntő               | Olaszország–Nigéria  | 0 : 1    | 20 000      |

---
A világbajnoki döntőhöz vezető úton Olaszországba a XIV., az 1990-es labdarúgó-világbajnokságra és Egyesült Államokba a XV., az 1994-es labdarúgó-világbajnokságra a FIFA JB bíróként alkalmazta.

##### 1990-es labdarúgó-világbajnokság

###### Selejtező mérkőzés
| Időpont          | Helyszín                    | Mérkőzés típusa           | Mérkőzés       | Eredmény | Nézők száma |
| ---------------- | --------------------------- | ------------------------- | -------------- | -------- | ----------- |
| 1989. március 8. | Qemal Stafa Stadion, Tirana | előselejtező (2. csoport) | Albánia–Anglia | 0 : 2    | 25 000      |

##### 1994-es labdarúgó-világbajnokság

###### Selejtező mérkőzés
| Időpont           | Helyszín                   | Mérkőzés típusa           | Mérkőzés               | Eredmény | Nézők száma |
| ----------------- | -------------------------- | ------------------------- | ---------------------- | -------- | ----------- |
| 1992. október 7.  | Råsunda Stadion, Stockholm | előselejtező (6. csoport) | Svédország–Bulgária    | 2 : 0    | 20 625      |
| 1993. március 27. | Ernst Happel Stadion, Bécs | előselejtező (6. csoport) | Ausztria–Franciaország | 0 : 1    | 37 837      |

#### Labdarúgó-Európa-bajnokság
Az európai-labdarúgó torna döntőjéhez vezető úton Svédországba a IX., az 1992-es labdarúgó-Európa-bajnokságra valamint Angliába a X., az 1996-os labdarúgó-Európa-bajnokságra az UEFA JB játékvezetőként foglalkoztatta.

##### 1992-es labdarúgó-Európa-bajnokság

###### Selejtező mérkőzés
| Időpont            | Helyszín                       | Mérkőzés típusa           | Mérkőzés               | Eredmény | Nézők száma |
| ------------------ | ------------------------------ | ------------------------- | ---------------------- | -------- | ----------- |
| 1991. május 1.     | Lansdowne Road Stadion, Dublin | előselejtező (7. csoport) | Írország–Lengyelország | 0 : 0    | 45 000      |
| 1991. november 13. | Steaua Stadion, Bukarest       | előselejtező (2. csoport) | Románia–Svájc          | 1 : 0    | 30 000      |

###### Európa-bajnoki mérkőzés
| Időpont          | Helyszín              | Mérkőzés típusa        | Mérkőzés     | Eredmény | Nézők száma |
| ---------------- | --------------------- | ---------------------- | ------------ | -------- | ----------- |
| 1992. június 11. | Városi Stadion, Malmö | selejtező (A. csoport) | Dánia–Anglia | 0 : 0    | 26 385      |

##### 1996-os labdarúgó-Európa-bajnokság

###### Selejtező mérkőzés
| Időpont            | Helyszín                      | Mérkőzés típusa           | Mérkőzés           | Eredmény | Nézők száma |
| ------------------ | ----------------------------- | ------------------------- | ------------------ | -------- | ----------- |
| 1994. október 12.  | Nemzeti Stadion, Ramat-Gan    | előselejtező (1. csoport) | Izrael–Szlovákia   | 2 : 2    | 9 000       |
| 1994. december 18. | Spyridon Louis Stadion, Athén | előselejtező (8. csoport) | Görögország–Skócia | 1 : 0    | 18 000      |

#### Nemzetközi kupamérkőzések
Vezetett Kupa-döntők száma: 1.

##### UEFA-bajnokok ligája
1994-ben az UEFA JB előzetesen kijelölte, az AC Milan–FC Barcelona (4:0) döntő vezetésére, de minden indok nélkül levették és a találkozót Philip Don játékvezetőnek adták.

##### UEFA-kupa
Az Európai Labdarúgó-szövetség (UEFA) Játékvezető Bizottsága (JB) szakmai felkészültségének elismeréseként megbízta a döntő második mérkőzésének koordinálásával.
| Időpont         | Helyszín             | Mérkőzés típusa        | Mérkőzés                   | Eredmény | Nézők száma |
| --------------- | -------------------- | ---------------------- | -------------------------- | -------- | ----------- |
| 1993. május 19. | Alpi Stadion, Torino | döntő második mérkőzés | Juventus–Borussia Dortmund | 3 : 0    | 67 781      |

## Sportvezetőként
Visszavonulását követően a Holland Labdarúgó-szövetség Játékvezető Bizottságánál (JB) tevékenykedett.

## Szakmai sikerek
Az IFFHS (International Federation of Football History & Statistics) 1987-2011 évadokról tartott nemzetközi szavazásán 151, játékvezető besorolásával minden idők 102, legjobb bírójának rangsorolta, holtversenyben Felix Brych, Ioan Igna, Kamikava Tóru, Siegfried Kirschen, Jesús Díaz, Adolf Prokop társaságában.